# Kod uzupełnieniowy
Kod uzupełnieniowy (ang. complement code) – dwójkowa reprezentacja liczby, w której bit najbardziej znaczący jest traktowany jako bit znaku. Zaletą tego kodu jest prostota układów elektronicznych wykonujących działania na przedstawionych w nim liczbach. Rozróżnia się kody uzupełnień do jedności oraz do dwóch, różniące się sposobem zapisu liczb ujemnych oraz – co za tym idzie – algorytmami wykonywania działań arytmetycznych.